# Provincia di Luapula
La provincia di Luapula è una provincia dello Zambia. Ha capoluogo Mansa, e prende il nome dal fiume Luapula.

## Distretti
La provincia è suddivisa nei seguenti distretti:
| Distretto    | Superficie km² |
| ------------ | -------------- |
| Chembe       | 2 160          |
| Chienge      | 3 791          |
| Chifunabuli  | 3 059          |
| Chipili      | 4 218          |
| Kawambwa     | 8 000          |
| Lunga        | 3 798          |
| Mansa        | 7 673          |
| Milenge      | 6 063          |
| Mwansabombwe | 1 214          |
| Mwense       | 2 407          |
| Nchelenge    | 4 091          |
| Samfya       | 3 285          |